# Pijanist (2002.)
Pijanist (eng. The Pianist) je povijesna drama Romana Polanskog iz 2002. godine. Glavnu ulogu tumači Adrien Brody. Film je adaptacija istoimene autobiografije židovsko-poljskog glazbenika Wladyslawa Szpilmana.
Osim Zlatne palme na Filmskom festivalu u Cannesu, film je osvojio Oscare za najboljeg redatelja, najboljeg glumca i najbolji adaptirani scenarij. Nagrađen je i sa sedam francuskih nagrada Cesar, uključujući najbolji film, najboljeg redatelja i najboljeg glumca za Brodyja (koji je tako postao jedini američki glumac kojem je to uspjelo).

## Radnja
Wladeku Szpilmanu, slavnom poljsko-židovskom pijanistu koji radi za varšavski radio, cijeli se svijet ruši pred očima s početkom Drugog svjetskog rata i invazije na Poljsku u rujnu 1939. Nakon što je radijska postaja uništena u eksplozijama, Szpilman odlazi kući i saznaje da su Velika Britanija i Francuska objavile rat Njemačkoj. On i njegova obitelj počinju slaviti, vjerujući da će rat završiti brzo.
Nakon što su nacistički SS odredi okupirali Varšavu, uvjeti života židovske populacije sve brže se srozavaju jer se njihova prava sve više krše: prvo su ograničeni određenom količinom novca po obitelji, zatim moraju nositi trake na ruci s Davidovom zvijezdom kako bi se identificirali, a na kraju, krajem 1940., svi su prisiljeni u prljavi Varšavski geto. Ondje se suočavaju s glađu, progonom i ponižavanjem od strane SS-ovaca i stalnim strahom od smrti ili nasilja. Nacisti sve više postaju sadistični, a obitelj iskušavaju mnogi užasi koji pogađaju njihove susjede.
Ubrzo nakon toga, obitelj, zajedno s tisućama drugih, je otpremljena za deportaciju za koncentracijski logor u Treblinki. Dok Židove natjeravaju u vagone za stoku, Sziplmana u zadnji čas spašava jedan od članova Židovske getovske policije, prijatelj obitelji. Odvojen od obitelji i voljenih, Szpilman preživljava, prvo u getu kao rob za njemačke rekonstrukcijske jedinice, a kasnije se skriva vani, oslonivši se na pomoć ne-Židova koji ga se još sjećaju.
Dok preživljava skrivajući se, svjedoči mnogim užasima koje čine SS odredi, kao što su masovna ubojstva, udaranja i spaljivanja. Szpilman svjedoči i Ustanku u Varšavskom getu, i njegovom epilogu, kad SS-ovci silom ulaze u geto i ubijaju gotovo sve preživjele.
Među članovima SS-ovih odreda je i osoba (za koju se poslije rata otkrilo da se zove Josef Blösche) koja se bavi pronalaskom preostalih, skrivenih Židova, i koja je ubila 2000 ljudi bez razloga i bez milosti, uključujući trudne žene i djecu. Dvije scene podsjećaju na tipične Blöschove akcije o kojima su svjdočile žrtve ili njegovi bivši drugovi iz SS-a: u jednoj sceni, Blösche hladnokrvno odabire i zatim likvidira nekoliko zarobljenih Židova za koje zaključuje da nisu dovoljno mladi i u formi za građevinske radove. U drugoj sceni, ubija mladu majku nakon što ga je upitala gdje ih deportiraju.
Prolazi godinu dana, a život u Varšavi sve se više pogoršava. U nekoliko prilika Szpilman umalo umire od žutice i neishranjenosti. Poljski Pokret otpora podiže Varšavski ustanak protiv njemačkih okupatora. Varšava je nakon toga sravnjena i depopularizirana. Dok Varšavljani pokušavaju pobjeći iz ruševina, a SS-ovci bježe od nadolazeće ruske vojske, Szpilman je ostavljen sam.
Očajnički pokušava pronaći hranu u kućama koje nisu srušene. Dok pokušava otvoriti konzervu s hranom, shvaća da ga gledaju straga. Ubrzo otkriva kako ga nije samo otkrila getovska SS patrola, nego satnik regularne njemačke vojske, Wilm Hosenfeld. Hosenfeld zamoli isprva smetenog Szpilmana da mu odsvira nešto na velikom klaviru. Iscrpljeni Szpilman, samo sjena sjajnog pijanista kakav je nekad bio, odsvira za Hosenfelda Chopinovu Baladu u G molu. Hosenfeld je dirnut i dopušta mu da se nastavi skrivati u potkrovlju zgrade. Čak mu donosi hranu, čime spašava život izgladnjelom Szpilmanu.
Prolazi još nekoliko tjedana, a njemačke snage su prisiljene povući se iz Varšave zbog nadiranja Crvene armije. Prije nego što je napustio to područje, Hosenfeld upita Szpilmana kako se zove, a nakon što je čuo, našali se da je prikladno za pijanista (Szpilman je homonim za njemački Spielmann, što znači "čovjek koji svira"). Hosenfeld mu čak obećava da će ga slušati na poljskom radiju. Daje mu svoj kaput i odlazi. Kasnije se taj kaput umalo pokazuje kobnim za Szpilmana kad su ga poljske snage, oslobađajući ono što je ostalo od Varšave, zamijenile za njemačkog časnika i počele pucati po njemu. Ipak ih uspijeva uvjeriti da je Poljak, a oni prekidaju paljbu. Nakon što su ga oštro upitali, "Zašto nosiš taj jebeni kaput?", preplašeni Szpilman jednostavno odgovara, "Hladno mi je."
Nakon što je oslobođen obližnji logor, zarobljeni su satnik Hosenfeld i drugi Nijemci. Hosenfeld zamoli jednog židovskog zatvorenika, glazbenika, da kontaktira Szpilmana da ga oslobodi. Szpilman, koji je opet počeo svirati za varšavski radio, stiže na mjesto događaja prekasno; svi su zarobljenici odvedeni. U posljednjoj sceni filma, Szpilman trijumfalno izvodi Chopinov Grand Polonaise Brillante u E duru pred velikom publikom u Varšavi. Prije odjavne špice otkriva se da se Szpilman poslije preselio u Ameriku i umro 2000., a da je Hosenfeld umro 1952. u sovjetskom logoru za ratne zarobljenike.

## Produkcija
Priča dijeli puno poveznica s redateljem Romanom Polanskim jer je on pobjegao iz Krakowskog geta kao dijete nakon čega mu je umrla majka. Do kraja rata je živio na farmi dobroćudnog seljaka. Njegov otac umalo je umro u logorima, ali su se ipak ponovno našli nakon završetka rata.
Snimanje Pijanista počelo je 9. veljače 2001. u studijima Babelsberg u Potsdamu, Njemačka. Varšavski geto i grad stvoreni su u studijima po uzoru na ono kako su oni stvarno izgledali tijekom rata. Stare sovjetske vojne barake poslužile su za stvaranje uništenog grada, jer su ionako trebale biti uništene.
Prve scene filma snimljene su u starim vojnim barakama. Ubrzo nakon toga, ekipa se preselila u vilu u Potsdamu, koja je poslužila kao kuća u kojoj Szpilman upoznaje Hosenfelda. 2. ožujka 2001. se snimanje preselilo u napuštenu sovjetsku vojnu bolnicu u Belitzu, Njemačka. Ondje su snimljene scene u kojima Nijemci uništavaju bolnicu bacačima plamena. 15. ožujka snimanje se konačno preselilo u studije Babelsberg. Prva scena snimljena ondje bila je ona u kojoj Szpilman svjedoči ustanku u getu, koji su na kraju ugušili nacisti. Scena je bila složena i tehnički zahtjevna jer je uključivala brojne kaskaderske akcije i eksplozije. Snimanje u studijima završeno je 26. ožujka, a 29. se preselilo u Varšavu. Uništeni dio varšavske gradske četvrti Prage izabran je za snimanje zbog mnoštva originalnih zgrada. Scena u kojoj Szpilman, njegova obitelj i drugi Židovi čekaju da ih odvedu u koncentracijske logore snimljena je u lokalnoj vojnoj akademiji. Snimanje je završeno u srpnju 2001., a slijedili su mjeseci postprodukcije, koja je obavljena u Parizu, gdje je Polanski rođen i gdje sada živi.

## Glavne uloge
- Adrien Brody - Władysław Szpilman
- Thomas Kretschmann - Satnik Wilm Hosenfeld
- Frank Finlay - Otac
- Maureen Lipman - Majka
- Emilia Fox - Dorota
- Ed Stoppard - Henryk
- Julia Rayner - Regina
- Jessica Kate Meyer - Halina
- Michał Żebrowski - Jurek

## Nagrade

### Pobjede
- Oscar za najboljeg glavnog glumca - Adrien Brody
- Oscar za najboljeg redatelja - Roman Polanski
- Oscar za najbolji adaptirani scenarij - Ronald Harwood
- Zlatna palma
- BAFTA za najbolji film
- BAFTA za najboljeg redatelja - Roman Polanski
- Cesar za najboljeg glumca
- Cesar za najboljeg redatelja
- Cesar za najbolji film
- Cesar za najbolju filmsku glazbu
- Cesar za najbolju fotografiju
- Cesar za najbolju scenografiju
- Cesar za najbolji zvuk
- Nagrada Goya za najbolji europski film

### Nominacije
- Oscar za najbolju fotografiju - Pawel Edelman
- Oscar za najbolji dizajn kostima - Anna B. Sheppard
- Oscar za najbolju montažu - Herve de Luze
- Oscar za najbolji film
- BAFTA za najbolju fotografiju - Pawel Edelman
- BAFTA za najboljeg glavnog glumca - Adrien Brody
- BAFTA za najbolji adaptirani scenarij - Ronald Harwood
- BAFTA za najbolji zvuk - Jean-Marie Blondel, Dean Humphreys, Gerard Hardy

## Vanjske poveznice
- Službena stranica  Arhivirana inačica izvorne stranice od 26. studenoga 2005. (Wayback Machine)
- Pijanist u internetskoj bazi filmova IMDb-a
- History vs. Hollywood - The Pianist
- Władysław Szpilman - informacije i biografija
- United States Holocaust Memorial Museum - Szpilman's Warsaw: The History behind The Pianist  Arhivirana inačica izvorne stranice od 25. rujna 2007. (Wayback Machine)